# Sewall Wright
Pour les articles homonymes, voir Wright.
Sewall Green Wright, né le 21 décembre 1889 à Melrose au Massachusetts et mort le 3 mars 1988 à Madison au Wisconsin, est un généticien américain, connu pour ses travaux sur la théorie de l'évolution, et aussi pour son travail sur la path analysis (analyse des relations structurelles) en statistiques.
Il reçoit la médaille Darwin en 1980 et le prix Balzan en 1983.
Dans The Book of Why, Judea Pearl présente Sewall Wright comme un pionnier de l'inférence causale.
Son père, Philip Green Wright est un économiste. Il a appliqué les méthodes de son fils à l'économie et est considéré comme un pionnier de la méthode des variables instrumentales.

## Contribution à la génétique des populations
Wright a contribué à la mathématisation de la génétique des populations en étudiant l’évolution des fréquences alléliques dans le temps sous diverses forces évolutives. Wright introduit une approche stochastique, centrée sur les petites populations et la dérive génétique. 
Wright modélise l’évolution comme un paysage adaptatif, avec des “pics” d’aptitude, et montre que la dérive peut aider une population à franchir des vallées pour explorer de nouveaux sommets.

## Publications
- (en) Sewall Wright, « Correlation and causation », Journal of Agricultural Research,‎ 1921